# Mary Shea Cowart
Mary Shea Cowart (n. 1979) este o fostă atletă nord-americană, campioană la Jocuri Paralimpice și deținătoare a recordului mondial.

## Viața și cariera
Crescută în Georgia, SUA, Shea Cowart a fost descoperită având infecție meningococică ce s-a transformat într-o cangrenă ce a dus la amputarea ambelor picioare.
În ciuda acestor lucruri, ea a avut o viață relativ normală, practicând diverse sporturi precum softbal, baschet sau fiind chiar majoretă.
Începând cu anul 1998, aceasta a participat la diverse competiții de atletism, în special pe distanțele de 100, 200 și 400 de metri.
Punctul culminant al carierei sale îl reprezintă dubla victorie pe distanțele de 100 și 200 de metri din cadrul Jocurilor Paralimpice de la Sydney din anul 2000, devenind recordmen mondial .

## Realizări
Din cauza lipsei de ambelor picioare Cowart a fost repartizată la categoria T43, iar apoi la categoria de T44 (amputarea unui picior mai jos de genunchi).

### Jocurile Paralimpice Sydney 2000 (T44)
100 de metri - 13.97 secunde, medalia de aur, 26 Octombrie 2000
200 de metri - 28.52 secunde, medalia de aur, 23 Octombrie 2000

### Recorduri Paralimpice (T43)
100 de metri - 13.68 secunde, Chula Vista, 11 August 2001
200 de metri - 29.40 secunde, Villeneuve d'Ascq , 26 Iulie 2002
400 de metri - 1:09,61 minute, Chula Vista, 10 August 2001